# Криссоло

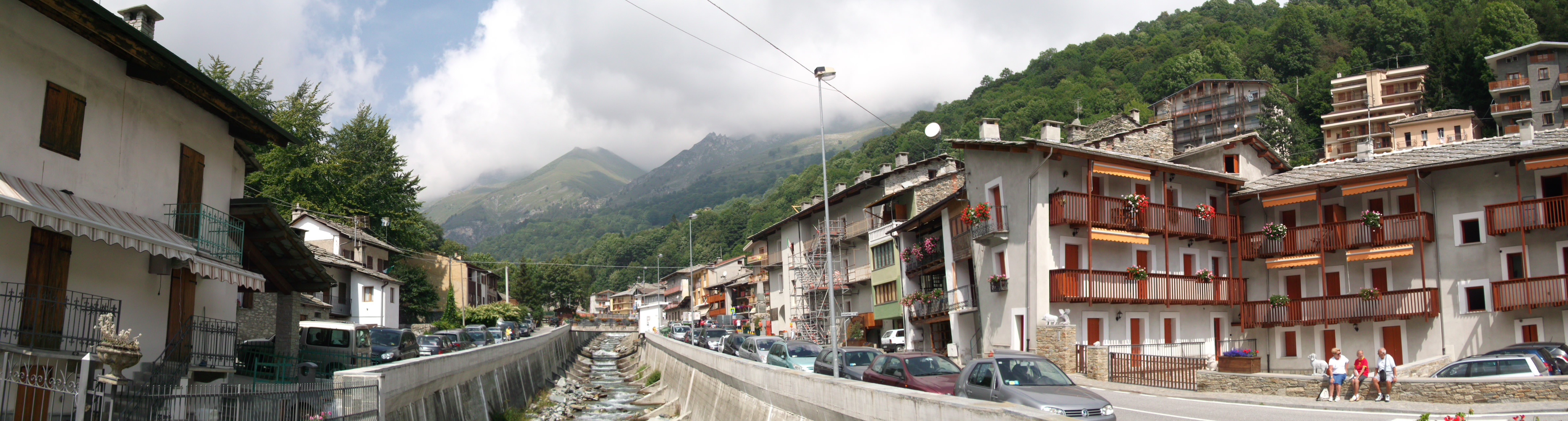

Криссоло (італ. Crissolo, п'єм. Crisseul) — муніципалітет в Італії, у регіоні П'ємонт,  провінція Кунео.
Криссоло розташоване на відстані близько 540 км на північний захід від Рима, 60 км на південний захід від Турина, 50 км на північний захід від Кунео.
Населення — 169 осіб (2014).
Щорічний фестиваль відбувається 24 червня. Покровитель — святий Іван Хреститель.

## Демографія
Населення за роками:

Станом на 1 січня 2023 року в муніципалітеті іноземці офіційно не проживали.

## Сусідні муніципалітети
- Баньйоло-П'ємонте
- Боббіо-Пелліче
- Ончино
- Остана
- Понтек'янале
- Ристола (Франція)
- Віллар-Пелліче